# Saint-Didier-la-Forêt
Saint-Didier-la-Forêt település Franciaországban, Allier megyében. Lakosainak száma 388 fő (2022. január 1.). Saint-Didier-la-Forêt Bayet, Broût-Vernet, Loriges, Marcenat és Saint-Rémy-en-Rollat községekkel határos.

## Népesség
A település népessége az elmúlt években az alábbi módon változott:
| Lakosok száma | 514  | 381  | 375  | 375  | 380  | 391  | 379  | 373  | 374  | 388  |
|               | 1968 | 1982 | 1990 | 2006 | 2013 | 2015 | 2017 | 2019 | 2020 | 2022 |